# Quartier Notre-Dame-des-Champs
Das Quartier Notre-Dame-des-Champs ist das 23. der 80 Quartiers (Stadtviertel) von Paris im 6. Arrondissement.

Die Stadtviertel im 6. Arrondissement

## Lage
Der Bezirk sieht einer Pfeilspitze ähnlich: Im Westen bilden die Straßen Rue de Sèvres und Rue du Four (nordwestlich) und der Boulevard du Montparnasse (südwestlich) die Spitze; die „Breitseite“ im Osten wird von den Straßen Rue d’Assas, Rue Guynemer und Rue Bonaparte gebildet.

## Namensursprung
Das Viertel hat seinen Namen von der ehemaligen Kapelle Notre-Dame-des-Champs, aus dem 17. Jahrhundert, von der die heutige Église Notre-Dame-des-Champs zeugt.

## Sehenswürdigkeiten

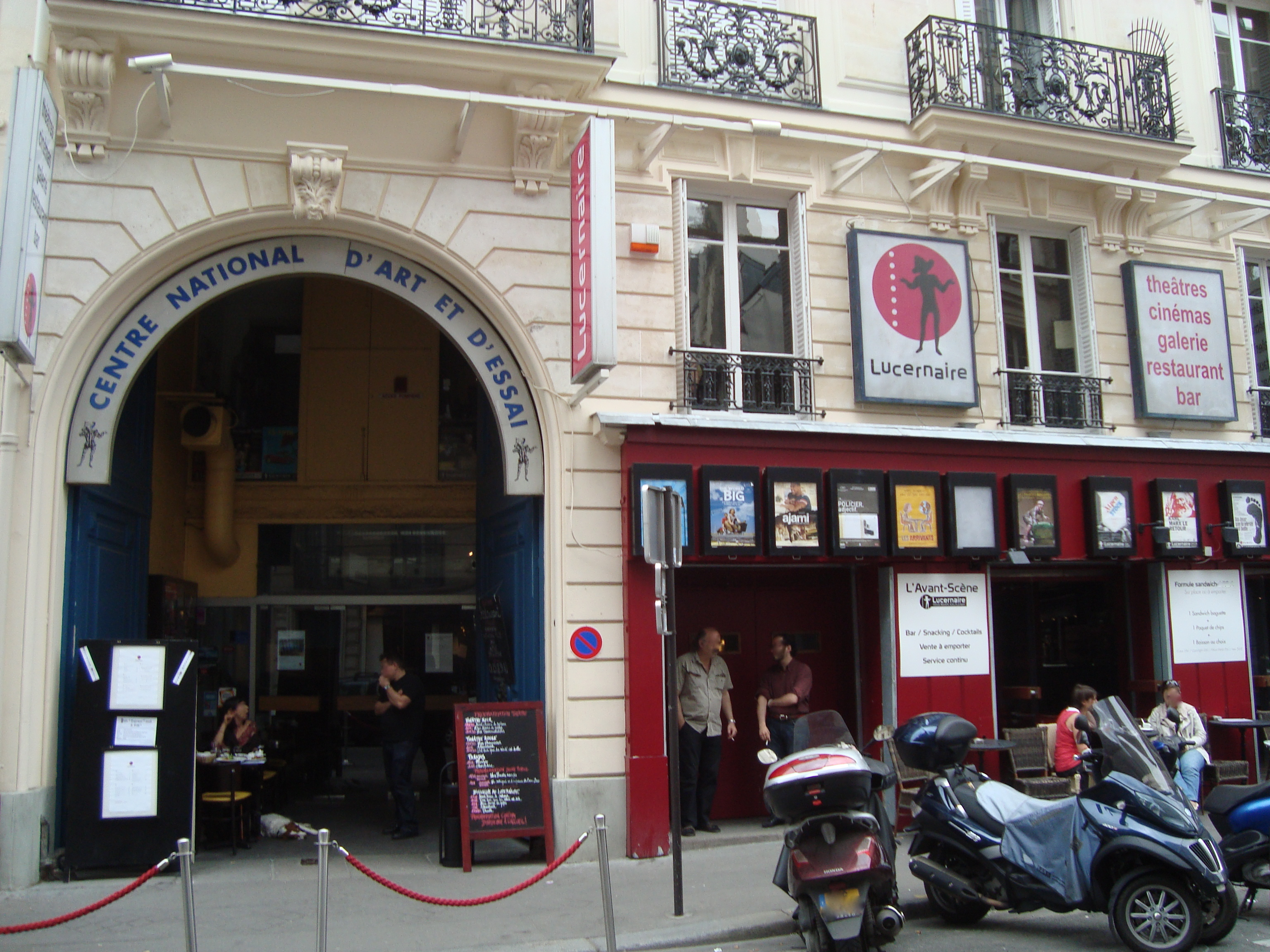
Théâtre du Lucernaire in der Mitte des Viertels
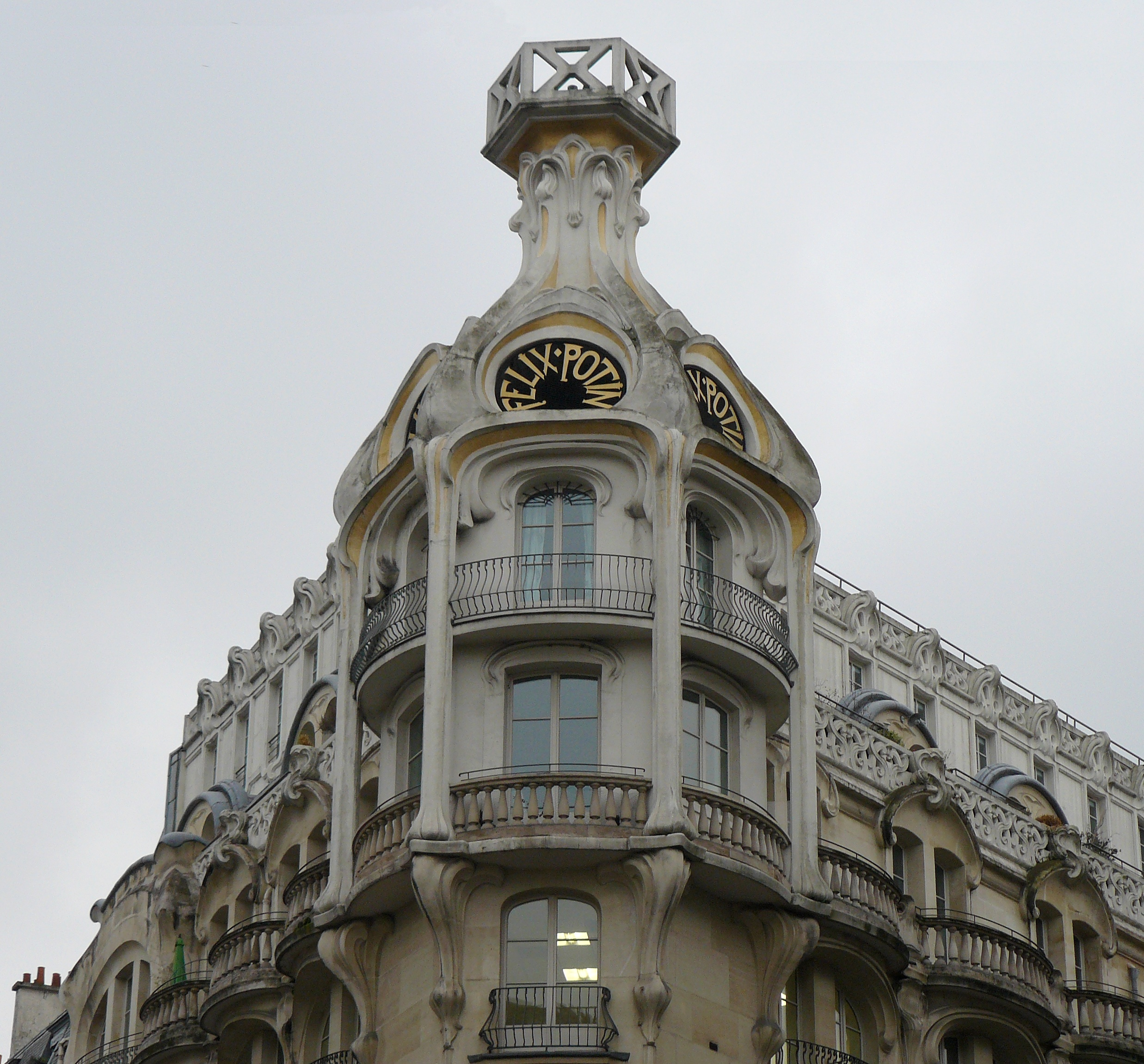
Das ehemalige Kaufhaus Félix Potin, Rue de Rennes
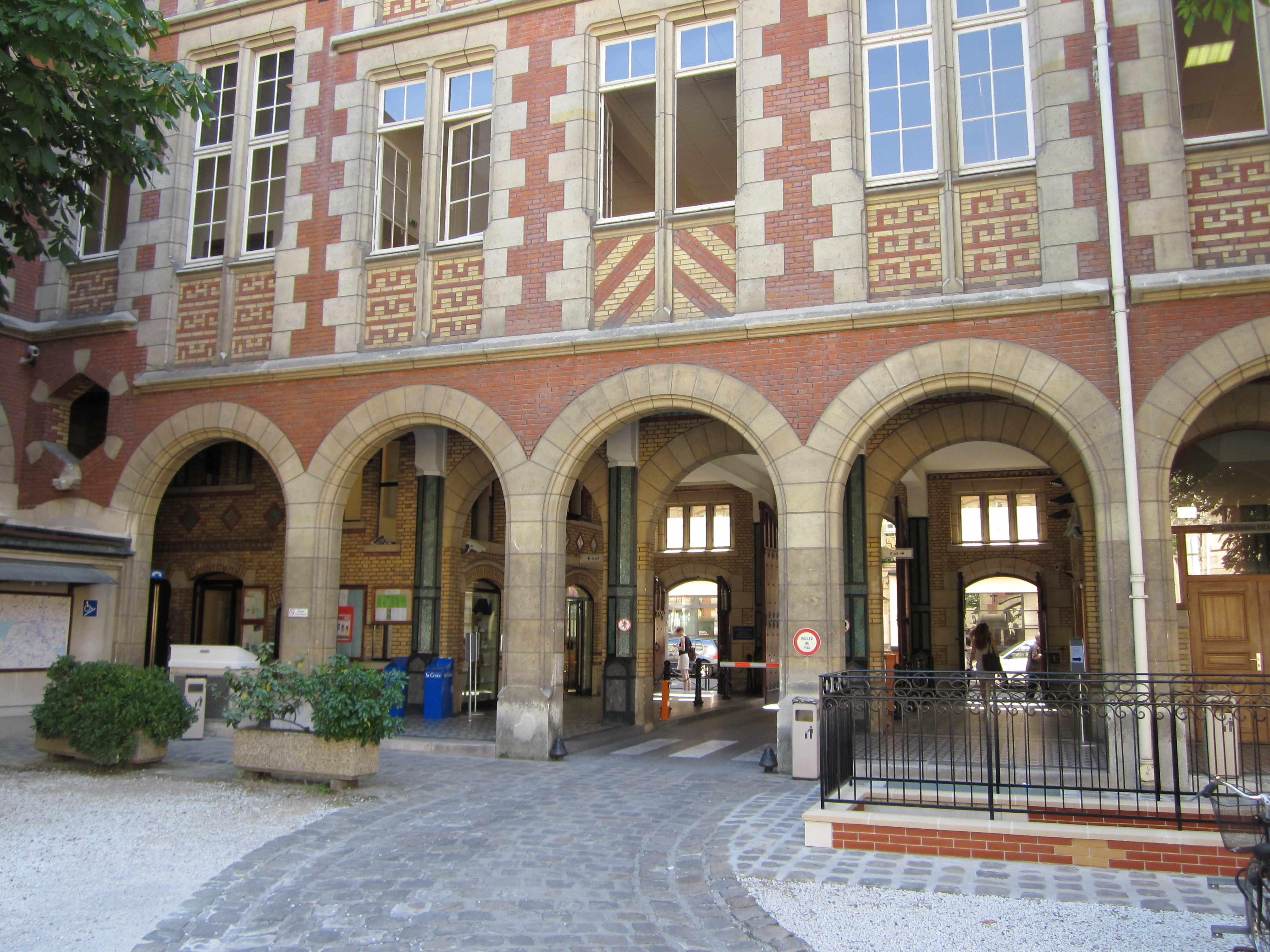
Hof des Institut Catholique de Paris

### Stadthäuser
- Hôtel de Beaune, Rue du Regard
- Hôtel de Chambon, Rue du Cherche-Midi
- Hôtel de Choiseul-Praslin, Rue Saint-Romain
- Hôtel du docteur Coste, Rue du Cherche-Midi
- Hôtel de Marsilly, Rue du Cherche-Midi
- Hôtel de Montmorency-Bours, Rue du Cherche-Midi
- Hôtel de Rochambeau, Rue du Cherche-Midi
- Hôtel de Rothembourg, Rue du Regard
- Hôtel de Turenne, Boulevard du Montparnasse

### Lehranstalten
- Académie de la Grande Chaumière
- Alliance française Paris Île-de-France
- Centre Sèvres
- Congrégation de Notre-Dame de Sion
- Collège et lycée Stanislas
- École Alsacienne
- École des hautes études en sciences sociales
- Institut Catholique de Paris mit dem Musée Bible et Terre Sainte
- Institut Sainte-Geneviève
- Institut supérieur d’électronique de Paris
- Université Paris II Panthéon-Assas (Rechtswissenschaft)

### Kirchliche Einrichtungen
- Église Notre-Dame-des-Champs bei der Grünanlage Square Ozanam
- Église Saint-Ignace
- Église Saint-Joseph-des-Carmes mit dem Séminaire des Carmes
- Chapelle Saint-Vincent-de-Paul

### Touristische Ziele
- Hôtel Lutetia
- Piscine Lutetia
- Théâtre et cinéma du Lucernaire